# Apamea genialis
Apamea genialis — вид метеликів родини Совки (Noctuidae). Вид поширений у Північній Америці. Гусениці живляться листям рослин родини злакових.